# Cementträdgården
Cementträdgården (på engelska: The Cement Garden) är den engelske författaren Ian McEwans debutroman från 1978. Den utgavs 1979 i en svensk översättning av Annika Preis. 1993 filmatiserades boken av Andrew Birkin med Charlotte Gainsbourg och Andrew Robertson i två av huvudrollerna. Flera av McEwans romaner har därefter filmatiserats, vilket har lett till att han idag är en av de mest adapterade levande författarna.
Handlingen kretsar kring fyra syskon vars föräldrar hastigt avlider. Den utspelar sig så gott som uteslutande i deras hus under en sommar. Genremässigt har romanen kallats både psykologisk studie och en gotisk roman. Den har uppmärksammats för motbjudande inslag av incest och förruttnelse, och bidrog till att McEwan fick epitetet "den makabre". Språket är likgiltigt och känslokallt och gestalterna skildras på ett ytligt, icke-komplext sätt, något som försvårar identifikation eftersom en känsla av isolering och utanförskap uppstår. Utanförskapet är ett av romanens ledmotiv tillsammans med alla normers sammanbrott. Spänningar mellan könen är ett annat centralt tema. Kritiker har både fascinerats och förskräckts av romanens makabra inslag. Den har jämförts med William Goldings Flugornas herre.

## Tillkomst och utgivning

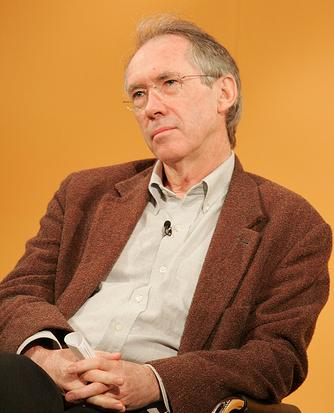
Ian McEwan, bokens författare.

McEwan skrev Cementträdgården för hand eftersom han ansåg att "en maskin skulle komma emellan direktheten som uppstår när man skriver för hand." Författaren avsåg att beskriva en livskänsla. I ett citat säger han: "Det var sent 70-tal. Alla verkade fokuserade på en känsla av att vi hela tiden var vid vägens ände, att allt kollapsade. London var smutsigt och fungerade sådär. Telefonerna fungerade inte som de skulle, tunnelbanan var en mardröm, men ingen klagade. Det närde en ganska apokalyptisk känsla för saker och ting." I skildringen dominerar de groteska och mörka stråken, även om det också finns komiska inslag.
Tidigare hade McEwan givit ut ett antal noveller. En amerikansk förläggare hade hört rykten om en roman och hörde sig för. Vid det tillfället undervisade McEwan vid en skrivarskola i Iowa. Efter att först ha avböjt, övertalades författaren att utge boken med titeln Cementträdgården.

## Handling
Fadern i en familj dör och efterlämnar modern med fyra barn. Syskonskaran består av två pojkar och två flickor. Den äldsta i skaran är dottern Julie, 17 år. Hon följs av Jack (15 år), Sue och Tom (4 år).
Snart efter faderns död drabbas modern av sjukdom. Läget förvärras; hon blir sängliggande och avlider kort därefter. Barnen, som fruktar att myndigheterna ska skilja dem åt, döljer att de blivit föräldralösa genom att gjuta in moderns kropp i cement i husets källare. Modern har efterlämnat pengar åt barnen på ett postkontor i staden. Med hjälp av dem kan barnen leva obekymrat under den sommar som handlingen utspelar sig. De trivs att leva fritt och kravlöst, även om saknaden efter modern emellanåt är stark, framförallt för det minsta barnet, Tom, som tycker om att klä sig i flickkläder.
Situationen förändras när äldsta dottern, Julie, skaffar pojkvän – snookerspelaren Derek (23 år). Sommaren är varm och då cementen i källaren spricker, letar sig en söt och obehaglig doft upp genom huset. Derek blir misstänksam och anar oråd även om de fyra syskonen försöker övertyga honom om att det är huvudpersonen Jacks hund som de har begravt. Snart inser han hur det förhåller sig, något Jack förstår i samtal med sin lillebror Tom. Derek är besviken över att ha undanhållits hemligheten och tar illa vid sig. Helst vill han flytta in i huset och bli till en ny familjefar för de fyra föräldralösa barnen. 
En dag går Jack in naken i Toms sovrum och lägger sig bredvid honom i barnsängen. Bägge är helt nakna. Också äldsta systern Julie går in i sovrummet. Det är hon som har fått Tom att klä sig i flickkläder och babykläder. Hon blir själaglad över att finna också Jack liggande naken i en babysäng. En generad Jack ställer sig snabbt upp ur sängen för att gå därifrån, men hindras av sin syster som drar ner honom på sängen. Jack börjar långsamt fingra på Julies bröstvårtor och uppmuntras att suga på dem. När Derek just då råkar ställa sig i dörröppningen och undrar vad som försiggår nås romanens klimax och peripeti: eftersom Julie inte ger några tecken på att sluta blir han arg och konstaterar att hon aldrig låtit honom göra något sådant, varpå han slänger igen dörren. Julie och Jack verkar till synes oberörda och inleder en sexakt som kulminerar i Jacks penetration av sin syster. Under tiden hittar Derek Jacks slägga och hamrar sönder betongen i källaren. Den andra systern Sue knackar på dörren in till sovrummet och släpps in. De låser om sig och hör slutligen hur Derek lämnar huset för att återvända med tre polisbilar. Just då vaknar Tom i babysängen och där slutar handlingen.

## Genre

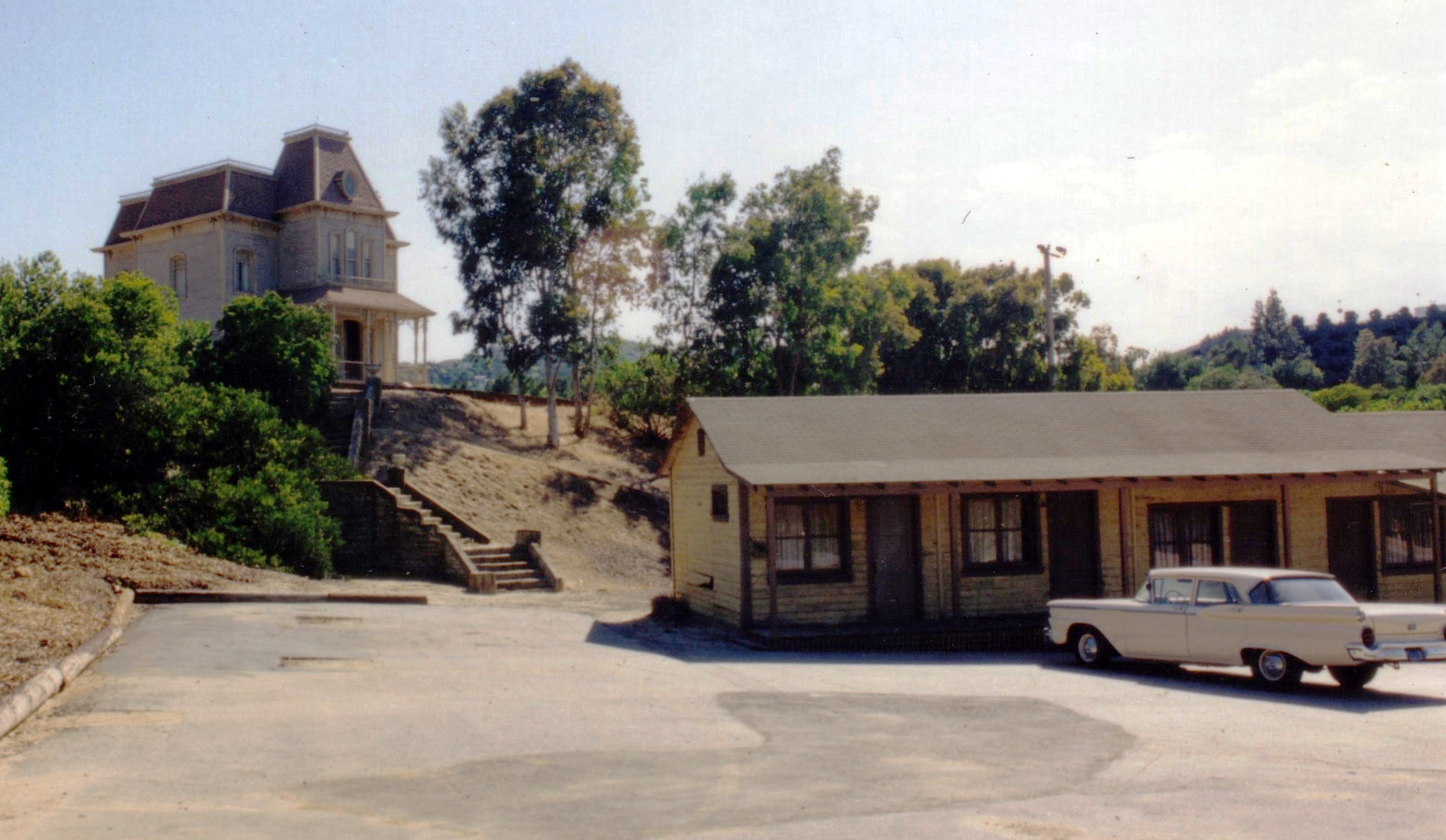
David Malcolm liknar husets mörka källare med bland annat Alfred Hitchcocks Psycho. På bilden syns huset som Psycho delvis utspelar sig i.

Texten rör sig mellan olika genrer, på ett sätt som föregriper den genreblandning som blev vanlig i brittisk 1980-talslitteratur. Det är en psykologisk studie som belyser en familjs relationer och splittringar. Psykologiska konflikter och spänningar förekommer genom hela texten. Scenen där Jack ligger naken bredvid Tom kan tolkas som en form av regression, medan Jacks penetration av sin syster kan uppfattas som att Jack uppnår någon form av mognad, om än på ett incestiöst sätt, något som möjligen uttrycker en metalitterär kritik av de traditionella bildningsromanerna.
Det finns även tydliga gotiska eller neogotiska inslag. David Malcolm jämför husets mörka källare med dess mörka hemlighet och den lukt som långsamt sprider sig därifrån vid Edgar Allan Poes Huset Ushers undergång och Alfred Hitchcocks Psycho. Jack drömmer om ett mönster i en låda och jagar sin syster med bland annat sin faders "enorma" handskar. Det finns även intertextuella likheter med bland annat de tonårsdystopiska inslagen William Goldings Flugornas herre och Harold Pinters The Homecoming. Blandningen av genrer visar på ett Pinterskt vis hur den till synes normala vardagen kan övergå i "det grymma och det makabra". Malcolm konstaterar att "det gotiska inträder på det psykologiska narrativet på samma sätt som bisarra dödsfall, begravningen av modern, transvestism, regression och incest tar sig in i den skenbart normala familjens värld."

## Språk och skildring av rollfigurerna
Språket är känslokallt, opersonligt, abstrakt, kliniskt och likgiltigt. Sakligt och cyniskt skildras händelser som kunde ha föranlett rena känslosvall. Här och var återfinns insprängda stilistiska inslag, vilka Malcolm kallar en "brittisk hemingwayska". Meningar som "He alone" och "In summer the vacant sites grew lush with tweeds", anser han, tillhör en högre litterär och bildad stil än vad man kan förvänta sig av den 15-årige Jack, en kontrast som gör berättandet bedrägligt, samt bidrar till känslan av utanförskap. Stilgreppet att införa en implicit författare bidrar till att skapa en metafiktiv nivå, medan rollfigurerna utgör avbilder i textens "mer allmänna schema".
Rollfigurerna skildras på ett ytligt och icke-komplext sätt. Det ges inga djupare inblickar i Jacks, syskonens eller de andra rollfigurernas tillvaro. Varje rollfigurer tilldelas något karaktärsdrag, som den trötta modern med sina fraser, Derek med sin bil och kostym, Julie med sin solbrända hy och Sue med sin dagbok. Även huvudpersonen reduceras: till en masturberande acneprydd tonåring. I snookerhallen är rollfigurerna ytterst simpla och närmast genetiska. Vid ett tillfälle ser Jack en person som han inte lyckas avgöra om det är hans då döda mor, systern Julie eller en fullkomlig främling.

## Struktur
Romanen berättas ur förstapersonsperspektiv av den 15-årige protagonisten Jack, även om narrativet inte är helt okomplicerat. Wolfgang Wicht jämförde berättarperspektivet med Charles Dickens David Copperfield; medan "den implicita författaren döljer sin existens i Dickens roman - integrerar sitt perspektiv helt och fullt med protagonisten och berättaren, och uppmuntrar läsarens identifiering med och tillit till den personen" är man i McEwans roman "uppmuntrad att tvivla på berättaren (genom, bland andra stilfigurer, hur extremt betonat "jaget" är i textens öppningsskede), och att se Jack som ett verktyg för den implicita författarens syften i texten snarare än en mimetisk framställning." Avståndet mellan berättarens känslor och läsaren gör att det är svårt att identifiera sig med honom eller att känna empati med rollfigurerna. Romanen avstår såväl förståelse som dömande eller förlåtelse. Det som händer händer och romanen tycks på intet sätt stå på rollfigurernas sida eller på någon motsatt.
Jacks perspektiv är likgiltigt och ytligt snarare än deltagande. Malcolm anför två exempel hämtade från i kapitel 1: faderns död och det sexuella vuxenblivandet, då Jack ejakulerar för första gången. Styckena beskrivs i rena händelseförlopp och utan känslor. Man får veta att Jack stoppade händerna innanför byxorna, men inte vilken känsla han erfor. När någon form av tanke skiner igenom är informationen som tillhandahålls knapphändig. Förstapersonsperspektivet till trots saknar berättandet både känslor, motiv och möjligheter att identifiera sig med berättaren - "antiteser till en dylik narrativ tekniks traditionella syften". Det finns dessutom inslag av opålitligt berättarskap, såsom när Jack konfronteras med sin syster Sues dagbok, ur vilken stycken läses som rakt motsäger det som Jack har berättat i sin dieges.

## Teman, symbolik och motiv
Flera teman återkommer. Till dessa hör utanförskap, ospecificerbarhet, manligt och kvinnligt samt en kollaps av normer.

### Utanförskap
Utanförskapet uttrycks genom det strikta, känslokalla berättarspråket. Cementen, som även nämns i titeln, är en symbol som understryker utanförskapet som tema. I inledningen av boken dör fadern när han försöker lägga betong över trädgården och en mur runt den. När modern "begravs" under betong i en trunk lämnas barnen helt isolerade. Ingen besöker dem, de tar aldrig hem vänner. Faderns vilja att dominera gör det omöjligt att anordna barnkalas; sonen Tom kan inte minnas att ha haft något.  "Två eller tre år innan min far dog var mina föräldrar tvungna att gå på en begravning till en av deras sista kvarlevande släktingar. Det kan ha varit min moders faster, eller min faders, eller så kan det ha varit en farbror. Vem exakt som dog diskuterades inte," konstaterar Jack i det sjätte kapitlets början. Fadern är likgiltig inför dotterns löparframgångar. Jack blir exkluderad när han beter sig illa mot sin moder och även från vuxenvärlden – han läser serier medan de vuxna läser sportnyheter och han förstår inte arbetarnas jargong.
Däremot blir han inkluderad vid sitt födelsedagsfirande och när de för första gången efter moderns död städar huset. Också Derek blir exkluderad – han inkluderas inte i familjehemligheten, och när kulmen nås (när Jack penetrerar Julie) blir han slutligen helt exkluderad; något som å andra sidan betyder att Jack återigen inkluderas i familjen. Han kan inkluderas helt första gången när han regredierar till ett naket barn - något som kan ses som en kritik av traditionellt manligt beteende. När Derek försöker slå sönder betongväskan som modern är begraven i nere i källaren kommer Sue in till Julie och Jack, och "familjen" är slutligen enad och alla inkluderade, innan polisen för dem bort ur sin isolering.

### Ospecificerbarhet
En känsla av ospecificerbarhet och allmänhet framkommer genom att både tid, plats och rum är allmänna och att det sällan refereras till något av dem. Läsaren får veta att romanen utspelar sig under sommaren, men inte vilken månad eller vilket år det är. Platsen och tiden är helt ospecificerad, även om vissa typiskt brittiska 1960-talsdrag kan skönjas. Varken faderns eller moderns namns nämns, inte heller efternamnet. Det dröjer dessutom 32 sidor innan Jack för första gången nämns vid namn. Detta ger upphov till en känsla av ospecificerbarhet, alldaglighet och allmänhet.
Ospecificerbarheten förstärks av motiv som rör minnet, glömska och falska minnen, motiv som återkommer i berättelsen, något som förstärker intrycket av Jack som en opålitlig berättare. Syskonen bråkar om hur mycket det har regnat sedan modern dog och Jack minns sexuella lekar med sina systrar från när de var små som Sue inte har ett minne av. Jack kan vid ett tillfälle inte minnas varför de valde att begrava modern i källaren, och Julie erkänner mot slutet av romanen att hon inte alls minns hur det var när deras mor levde. Dessutom försöker de få Tom att "minnas" Jacks hund Cosmo för att lura Derek.
Professor Christopher Williams konstaterade att "prosans gråhet, dess nästan totala brist på bildspråk och frånvaron av kulturella och historiska referenser förstärker tillsammans vår känsla av tristessen och tomheten hos en existens som verkar befinna sig utom tid och samhälle." Han fortsatte:
| ”                       | I Kafkas och Becketts moderna tradition innehåller inte heller Cementträdgårdens narrativ några referenser till platser, varken fiktiva eller verkliga (blott vid ett tillfälle får vi veta att modern hade en avlägsen släkting på Irland), böcker (bortsett från en dålig sci-fi-roman), sånger (förutom "Greensleeves"), filmer, TV-program, märken eller några andra inslag från det moderna konsumtionssamhället, vilket förstärker romanens kvalitéer av tidlöshet och mystik: som läsare erfar vi att berättaren undanhåller oss från information (var bor barnen?), men vi vet inte varför. Jack erkänner sannerligen vår närvaro som läsare, till skillnad från, exempelvis, Jane Eyre, där det sista kapitlet inleds med ett passionerat vokativ som visar på berättarens önskan att delge oss de glädjande nyheter. När vi i Cementträdgården läser om berättarens fader – “I am only including the little story of his death to explain how my sisters and I came to have such a large quantity of cement at our disposal” – är det oklart huruvida det sägs för vår skull, eller om det blott är någon form av mental hågkommelse för berättaren själv innan han skall strukturera upp sin berättelse. | „ |
| – Christopher Williams. | |   |

### Manligt och kvinnligt
För att etablera en maskulin vänskap dem emellan försöker Derek vinna över Jack till sin sida i syfte att bli barnens nya fadersfigur. Jack fascineras av språket som betongarbetarna i romanens början använder. För Jack representerar deras aggressiva och lakoniska språk maskuliniteten: "ful, självisk, potentiellt och faktiskt våldsam, konstant masturberande." "Gör pojkar så hela tiden?" frågar Sue honom vid ett tillfälle. Han ignorerar och nedvärderar sin moder och spelar ut sin aggression mot systern Julie. Modern och Julie representerar å andra sidan kvinnligheten. Modern är tystlåten och omsorgsfull. Julie är vacker, atletisk och omvårdande. Det sker en utveckling från instängdhet till frihet i berättelsen, från faderns försök att cementera trädgården till kvinnornas försök att skapa en lugnare sfär. Könsrollernas komplexitet understryks med Toms drag av transvestism – drag Jack ogillar. Jack tycker å andra sidan inte om sin fader, något som närmast liknar ett Oidipuskomplex (även om han dras till syster istället för sin moder), vilket föranleder att han  med hjälp av systern försöker förstöra trädgården.

### Kollaps av normer
Kollapsen av normer, regler, moral och ordning är ytterligare ett tydligt tema i romanen, även om dessa regler aldrig tydligt ställs upp. Moderns död ger upphov till frihet – rutten mat, ett stökigt hus och frihet att göra vad man vill innanför husets väggar – och begravningen är okonventionell och normbrytande. Toms transvestism är likaså normbrytande, även om ingen av Toms vänner verkar uppfatta det som sådant, till skillnad från Jack. I en dröm kan Jack inte sluta masturbera framför sin sjuka moder, vilket återspeglar förkastandet av sociala normer. Incesten i slutet av boken är också ett tydligt normbrott och Derek tycks bli föraktad av Julie för att han följer reglerna. Barnen verkar dock inte tänka att normerna har kollapsat. Huset synes vara ett ställe där traditionella normer inte existerar, vilket kulminerar i den incest som barnen förefaller tycka vara högst normal och positiv. Det blir alltså till en fråga om amoral snarare än omoral.
Förruttnelse och nedbrytning är också ett återkommande motiv i romanen. Det tar starkast uttryck i att moderns lik börjar ruttna i källaren.  Kollapsen tematiseras även genom att flera skildringar tryfferade med kroppsvätskor och fekalier: Julie som urinerar i sängen när Jack kittlar henne, Tom som bajsar i byxorna och hans rinniga snor. Den "grymt neutrala" tonen, som Williams uttryckte det, förstärker den ton som detta motiv ger upphov till.

## Filmer och iscensättningar

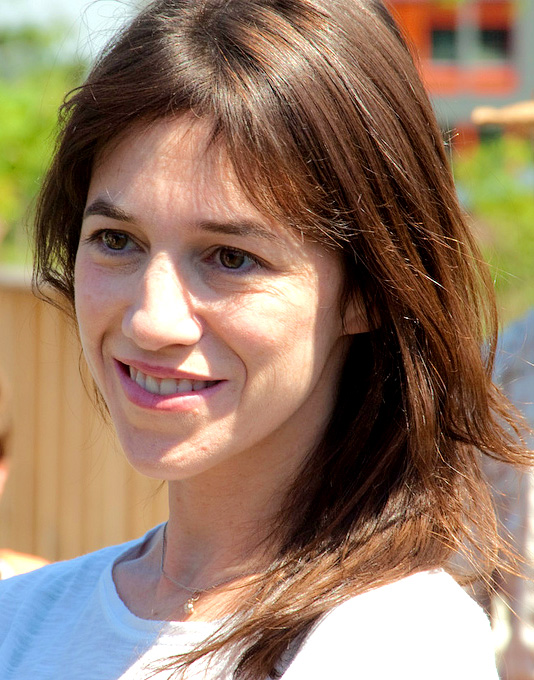
Charlotte Gainsbourg spelade en av huvudrollerna i filmatiseringen från 1993.

Romanen filmatiserades 1993 av Andrew Birkin med Charlotte Gainsbourg och Andrew Robertson i två av huvudrollerna. Den inledde den rad av filmer baserade på McEwans romaner, som har gjort honom till en av vår tids mest adapterade författare. Caryn James på The New York Times var imponerad av flera av skådespelarinsatserna i filmen, men ansåg att filmen i sin helhet var platt.
Den 28 januari till 8 mars 2014 spelades en teaterpjäs baserad på romanen av teatergruppen Fallout Theatre på de ej längre använda tunnelbanestationerna vid Waterloo Station i London. Pjäsen syftade inte till att fokusera på de sexuella inslagen utan sågs ur yngste brodern Toms perspektiv. Regissören David Aula konstaterade att "om vi har gjort vårt jobb som vi skall kommer publiken lämna med en triumferande känsla. Blott efter att framträdandet är över skall de kunna minnas den faktiska termen för vad Jack och Julie gjorde. Stycket handlar i sin helhet om en familj som hör ihop, så även om det som händer är makabert, så är det också, på sitt sätt, deras mest hoppfyllda tid, när de är som mest frigjorda." Pjäsen, som fick bifall av McEwan, är ett av två huvudproduktioner i 2014 års Vault Festival. Charles Spencer var dock inte odelat positiv, utan konstaterade att "Cementträdgården är mycket mer mäktig och kullkastande när den läses och föreställs i hjärnan än i denna klumpiga och emellanåt oskickliga teateradaption".

## Mottagande
Många kritiker har både fascinerats och förskräckts av romanens makabra inslag och av flera kritiker kallades författaren skämtsamt Ian McAbre. William H. Pritchard modifierade Thomas Hobbes klassiska citat "nasty, brutish and short" ("äcklig, djurisk och kort") till "nasty, British and short" ("äcklig, brittisk och kort"). Robert Towers i New York Review of Books kallar den en "på många sätt chockerande bok, morbid, full av motbjudande bildspråk — och oemotståndligt läsbar." Paul Abelman i The Spectator kallar den "så gott som perfekt", och Blake Morrison konstaterar i Times Literary Supplement att boken borde "befästa Ian McEwans rykte som en av de bästa unga författarna i dagens Storbritannien." I en krönika skriver Kitty Aldridge att "romanen i klarhet och precision är av mästarklass; författarens orubbliga auktoritet känns men hörs inte."
Genom plagiatanklagelser väckte romanen ett visst uppseende. Bland annat påpekades likheter med Julian Gloags Our Mother's House från 1963. Christopher Williams konstaterade hur unik romanen var, på samma sätt som den franske professorn Max Duperray anmärkte på dess insolite modernité (ovanliga modernitet) och hur den skiljde sig från andra barndomsskildringar. Exakt vad det är som särskiljer den kan Williams inte peka ut, utan konstaterar att det är en kombination av faktorer. En faktor är vad som utelämnas och den känsla som detta utelämnade ger upphov till. Resultatet blir en Kafkaesk eller Beckettsk stil.